# Ministerio de Economía y Finanzas (Italia)
El Ministerio de Economía y Finanzas (en italiano: Ministero dell'economia e delle finanze), sigla MEF, es una de las más importantes e influyentes carteras del Gobierno de la República Italiana. Tiene la tarea de controlar los gastos públicos, los ingresos del Estado, supervisar la política económica y financiera, así como los procesos y vaivenes de la política de balance sobre el balance público. La sede del ministerio es el histórico Palacio de las Finanzas (1872). El actual ministro de Economía es Giancarlo Giorgetti.

## Historia

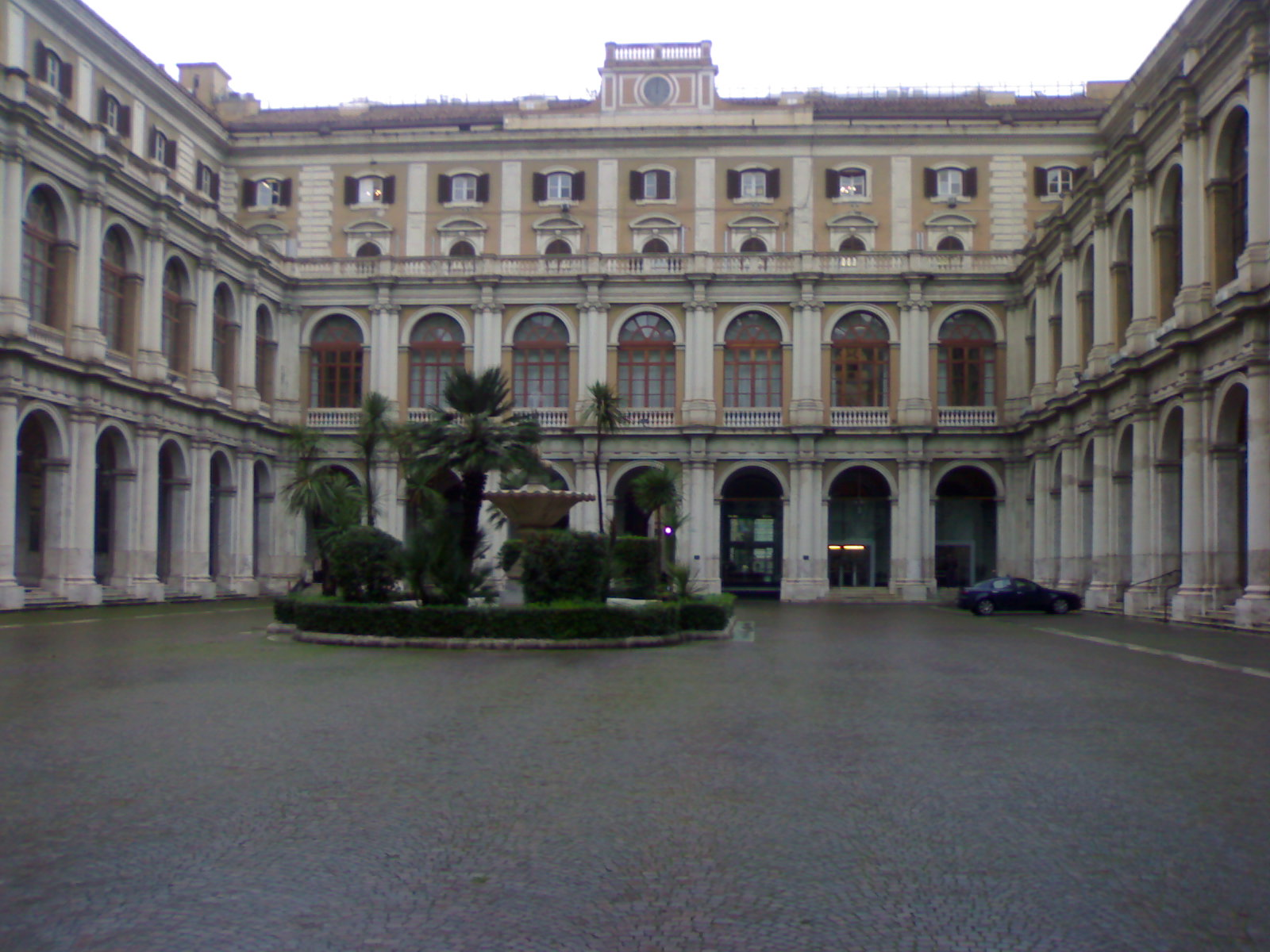
Patio central del Palacio de las Finanzas, sede del Ministerio.

Ya en 1947, tras la Segunda Guerra Mundial, el tercer Gobierno De Gasperi había aprobado fundir los ministerios del Tesoro y de las Finanzas, pero el proyecto encontró una fuerte oposición política por el amplio poder concentrado en las manos del ministro Pietro Campilli. La idea fue rápidamente olvidada y no se retomaría hasta cincuenta años después.
El MEF nació pues con la Reforma Bassanini, en concreto con el decreto legislativo núm. 300/1999, por el que se integran los ministerios económicos. En el 2001 el segundo Gobierno Berlusconi hizo efectiva la reforma, con lo que nació el Ministerio de Economía y Finanzas, que absorbió las precedentes carteras del Tesoro y de las Finanzas. Previamente, en 1999, se crearon las cuatro Agencias fiscales independientes: la Agencia de los ingresos, la Agencia del territorio, la Agencia del demanio (patrimonio) y la Agencia de las aduanas y de los monopolios. Aunque son completamente autónomas, trabajan en estrecha interdependencia con el MEF.

## Funciones
El Ministerio de Economía y Finanzas, de acuerdo con el decreto legislativo 300/1999, ejercita las funciones y las tareas competentes al Estado en materia de política económica, política financiera y balance. En general, el departamento informa la programación de las inversiones públicas, coordina el gasto público y verifica la deuda pública, así como las políticas fiscales y el sistema tributario, el demanio o patrimonio estatal, el catastro y las aduanas. Es tarea del departamento la programación, coordinación y verificación de las intervenciones para el desarrollo económico, territorial o sectorial y las políticas de cohesión.
Tiene la tarea de organizar y gestionar el presupuesto del Estado, incluidos los flujos de tesorería, y verificar los relativos a los flujos de caja, asegurando el conjunto operativo con el endeudamiento en material de cobertura de la necesidad financiera, y verificando la cuantificación de las cargas derivadas de las órdenes y de las innovaciones normativas y el seguimiento del gasto, coordinando y verificando las deudas y las inversiones, bajo los controles previstos en el ordenamiento.
Promueve la programación económica y financiera, la coordinación y la verificación de las intervenciones para el desarrollo económico territorial y sectorial y de las políticas de cohesión, también valiéndose de las Cámaras de Comercio, con particular referencia a las áreas deprimidas, ejercitando a tal fin las funciones atribuidas en la ley en materia de instrumentos de programación negociada y de programación de la utilización de los fondos estructurales comunitarios. En materia financiera, de acuerdo con el art. 56 del D.lgs. 300/1999, promueve el análisis del sistema fiscal y de las medidas inherentes a los ingresos tributarios y al erario nacional, comunitario e internacional, incluidas las actividades de coordinación.
Su actividad ha de ir coordinada con las cuatro Agencias Fiscales, reguladas por convenios diferentes, aunque el ministerio, en representación del Estado, dicta los objetivos macroeconómicos y fija las cifras últimas.
Por último, al Ministerio de Economía incumben las tareas de vigilancia sobre entes, actividades y las relaciones con las autoridades de vigilancia y control previstas en la ley, de acuerdo con el art. 23, punto 2, del D.lgs. 300/1999.
El ministro de Economía y Finanzas es miembro de la Junta Suprema de Defensa.

## Organización
El ministerio tiene una estructura centralizada y territorializada de gran complejidad, fruto del acoplamiento de las viejas carteras y continuamente revisada en los últimos años. Las disposiciones que le atañen son: el D. Lgs. de 3 de julio de 2003, n. 173, referente a la Reorganización del Ministerio de Economía y Finanzas y de las Agencias fiscales; el art. 1 de la ley de 6 de julio de 2002, n. 137, y el Decreto del presidente de la República de 3 de julio de 2003, n. 227, concerniente a la Regulación para la reorganización de las oficinas de directa colaboración del Ministro de Economía y Finanzas. Por último, el ministerio, que se ha visto afectado por el D.P.R. de 30 de enero de 2008, n. 43, por el que se regula la reorganización del Ministerio de Economía y Finanzas, de acuerdo con el artículo 1, punto 404, de la ley 27 de diciembre de 2006, n. 296, publicada en el boletín oficial (GURI) el 18 de marzo de 2008, n. 66 S.O., se divide en oficinas de directa colaboración con el ministro y las oficinas propias del ministerio.
Son oficinas de directa colaboración del ministro:
- la oficina del jefe de gabinete;
- el jefe de secretaría;
- la secretaría particular;
- el portavoz;
- el jefe de la oficina de prensa;
- el consejero del ministro;
- el consejero político;
- el consejero diplomático;
- el ayudante de campo;
- el Servicio de control interior - SECIN.

Son oficinas propias del Ministerio los cuatro departamentos de los cuales está constituido:
- Departamento del tesoro - DT, subdividido en 8 direcciones:
  - Dirección I - Análisis económico-financiera;
  - Dirección II - Deuda pública;
  - Dirección III - Relaciones financieras internacionales;
  - Dirección IV - Sistema bancario y financiero - asuntos legales;
  - Dirección V - Prevención de la utilización del Sistema financiero para fines ilegales;
  - Dirección VI - Operaciones financieras -contencioso comunitario;
  - Dirección VII - Finanzas y privatizaciones;
  - Dirección VIII - Valorización del activo y del patrimonio público.
- Departamento de la Ragioneria General del Estado - RGS, subdividido en 9 Inspecciones Generales (IG), un servicio y 13 oficinas centrales de balance:
  - IG de finanzas;
  - IG de balance;
  - IG de ordenamiento del personal y el análisis de los costes del trabajo público;
  - IG de asuntos económicos;
  - IG de finanzas de las administraciones públicas;
  - IG de relaciones financieras con la Unión Europea;
  - IG de gasto social;
  - IG de informatización de la Contabilidad de Estado;
  - IG de contabilidad y finanzas públicas;
  - Servicio de estudios departamentales;
  - UCB del Ministerio de la Economía y de las Finanzas, que se articula en 13 oficinas;
  - UCB del Ministerio del Interior, que se articula en 8 oficinas;
  - UCB del Ministerio de la Defensa, que se articula en 8 oficinas;
  - UCB del Ministerio de la Instrucción, de la Universidad y de la Investigación, que se articula en 8 oficinas;
  - UCB del Ministerio del Desarrollo Económico, que se articula en 7 oficinas;
  - UCB del Ministerio de las Infraestructuras y de los Transportes, que se articula en 7 oficinas;
  - UCB del Ministerio de Asuntos Extranjeros y de Cooperación internacional, que se articula en 6 oficinas;
  - UCB del Ministerio de Justicia, que se articula en 6 oficinas;
  - UCB del Ministerio de Trabajo y de Política Social, que se articula en 4 oficinas;
  - UCB del Ministerio de Salud, que se articula en 4 oficinas;
  - UCB del Ministerio de Política Agrícola Alimenticia y Forestales, que se articula en 4 oficinas;
  - UCB del Ministerio de Medio Ambiente y de la Tutela del Territorio y del Mar, que se articula en 4 oficinas;
  - UCB del Ministerio de los bienes y de las actividades culturales y del turismo, que se articula en 4 oficinas.

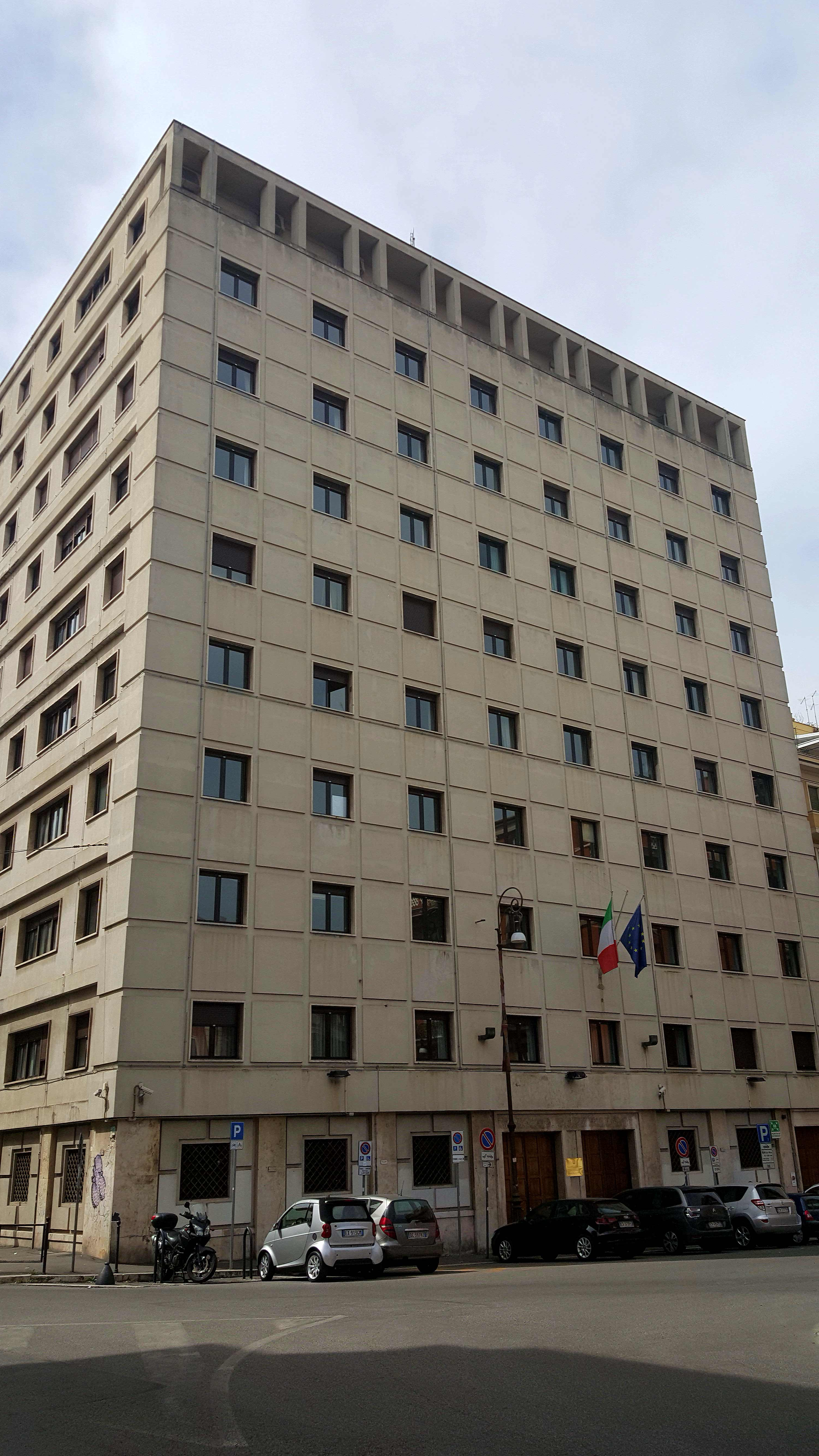
Dirección Central Sistemas Informativi e Innovación del MEF, a Roma, Plaza Dalmazia.

- Departamento de la administración general, del personal y de los servicios - DAG, subdividido en 5 Direcciones Centrales:
  - DC para la logística y los aprovisionamientos;
  - DC de los sistemas informáticos y de la innovación;
  - DC para las políticas del personal;
  - DC para los servicios al personal;
  - DC de los servicios del Tesoro.
- Departamento de las Finanzas - DF, subdividido en 8 direcciones:
  - Dirección de estudios e investigaciones económico-fiscales;
  - Dirección de legislación tributaria;
  - Dirección de agencias y entes de la fiscalidad;
  - Dirección de relacione internacionales;
  - Dirección para el federalismo fiscal;
  - Dirección de comunicación institucional de la fiscalidad;
  - Dirección del sistema informativo de la fiscalidad;
  - Dirección de la justicia tributaria.

## Oficinas territoriales
A nivel periférico, el Ministerio está organizado en Ragionerie Territoriales del Estado (o RTS), que dependen orgánicamente y funcionalmente del Departamento de la Ragioneria General del Estado. Desde el 1 de febrero de 2015, en orden a la reorganización de las Oficinas Territoriales del MEF, las RTS de Biella, Crotona, Enna, Lecco, Lodi, Massa y Carrara, Prato, Rímini, Verbania y Vibo Valentia han sido suprimidas o acopladas a otras RTS.
En febrero de 2011, existían también las Direcciones territoriales de Economía y Finanzas, o DTEF, que dependían orgánicamente y funcionalmente del Departamento de la Administración General, del Personal y de los Servicios, pero con DM 23/12/2010 ha sido establecida el cese de las actividades. Las competencias de las DTEF han sido absorbidas en gran parte por las Ragionerie Territoriales del Estado, pero no en lo referente al personal, que en parte ha sido traspasado a la Agencia de las Aduanas y los Monopolios.

## Agencias fiscales
En estrecha coordinación con el ministro, pero del todo autonome, son las agencias fiscales:
- Agencia de los ingresos (en italiano, Agenzia delle entrate) que se ocupa de los tributos del Estado (desde 2012 incorpora la Agencia del territorio, que gestiona los servicios catastrales y cartográficos, los servicios de publicidad inmobiliaria, los servicios técnicos estimali y el Observatorio del Mercado Inmobiliario);
- Agencia del demanio, que se ocupa de los bienes demaniali del Estado;
- Agencia de las aduanas y de los monopolios, que gestisce el ámbito doganale del Estado, que del 2012 incorpora también la Administración autónoma de los monopolios de Estado (AAMS).

Las Agencias tienen la propia sede central a Roma y oficinas periféricas sobre todo el territorio nacional.

## Otras oficinas
Finalmente, siempre en el ámbito del dicastero operan algunas oficinas a ordinamento particular:
- el Colegio Superior de la Economía y de las Finanzas (SSEF), que gode de una completa autonomía organizzativa, gestionale y contabile cuál autónomo centro de responsabilidad de la administración económica y financiera;
- el Servicio Consultivo y Ispettivo Tributario;
- la Comisión Técnica para la Finanza Pública ex art. 1, comma 474, lee 27 de diciembre de 2006, n. 296;
- el Comité Permanente para la Coordinación de las Actividades en Material de Finanza Pública;
- el Comité Permanente de Dirección y Coordinación de la Fiscalidad.

## Guardia di Finanza
Del Ministro de la economía y de las finanzas depende funcionalmente también la Guardia de Finanzas, fuerza de policía con organización militar con tareas de vigilancia, prevención y represión de las violaciones administrativas y penales en materia tributaria, aduanera y fiscal, en general, y contra la criminalidad económica y financiera y el narcotráfico. El cuerpo depende jerárquicamente del Mando General de la Guardia di Finanza, con sede en Roma.

## Justicia Tributaria
Junto al Ministerio, tiene sede el Consejo Superior de Justicia Tributaria, órgano de autogobierno de los Jueces tributarios, con tareas parecidas al Consejo Superior de la Magistratura respecto a los jueces ordinarios. Los jueces tributarios, que operan de acuerdo a un órgano llamado Comisión Tributaria, tienen el estatuto de magistrados honorarios, y están nombrados por el ministro de Economía y Finanzas sobre designación de la Junta de Presidencia de la Justicia Tributaria.

## Participaciones
Las participaciones societarias directas del Ministerio son:
1. ANAS S.p.A. (100%)
2. ARCUS S.p.A. (100%) sociedad en house del Ministerio de los bienes y de las actividades culturales y del turismo
3. Banco Monte de los Paschi de Siena S.p.A. (4,02%)
4. Cassa Depósitos y Préstamos S.p.A. (80,1%)
5. Cinecittà Luz S.p.A. (100%)
6. Conos Servicios S.p.A. (100%)
7. Consap S.p.A. (100%) sociedad en house del Ministerio de la Economía y de las Finanzas
8. Consip S.p.A. (100%) sociedad en house del Ministerio de la Economía y de las Finanzas
9. Expo 2015 S.p.A. (40%)
10. ENAV S.p.A. (53,37%)
11. Enel S.p.A. (23,585%)[2]
12. Eni S.p.A. (4,34%)
13. Leonardo-Finmeccanica S.p.A. (30,20%)
14. Agencia nacional para las inversiones y el desarrollo de la empresa (100%), del Ministerio de Desarrollo Económico.
15. Instituto Luce (100%)
16. EUR S.p.A. (90%)
17. Ferrovie dello Stato (100%)
18. Fondo Italiano de Inversión SGR S.p.A. (12,50%)
19. GSE S.p.A. (100%)
20. INVIMIT SGR S.p.A. (100%)
21. Institución Poligrafico y Zecca del Estado S.p.A. (100%) del Ministerio de Economía y Finanzas
22. Italia Trabajo S.p.A. (100%)
23. MEFOP - Sociedad para el Desarrollo del Mercado de los Fondos Pensión S.p.A. (55%)
24. Poste italiane (64,70%)
25. RAI (99,56%)
26. Red Autopistas Mediterráneas S.p.A. (100%) del Ministerio de Infraestructuras y Transportes
27. SOGEI S.p.A. (100%) del Ministerio de Economía y Finanzas
28. SOGESID S.p.A. (100%)
29. SOGIN S.p.A. (100%)
30. SOSE - Soluciones para el sistema económico S.p.A. (88%)
31. STMicroelectronics Holding N.V. (50%)
32. Estudio Desarrollo S.r.l. (100%)

## Entes vigilados
El MEF vigila sobre los siguientes Entes:
- las Casas Oficiales de la Guardia de Finanzas, entes de respaldo asistencial de los oficiales pertenecientes a la Guardia de Finanzas;
- el Fondo de previsión para el personal perteneciente a los cuerpos de inspectores, superintendentes, apuntadores y demás cuerpos de la Guardia de Finanzas, con exclusión de los oficiales;
- el Fondo de previsión para el personal del ex Ministerio de Finanzas, ente asistencial para los cuerpos pertenecientes al ex Ministerio de Finanzas, incorporado en el 2001 en el MEF;
- la Institución de estudios y análisis económico, ente de investigación en el campo jurídico-económico.